# Гончарук, Павел Емельянович
Павел Емельянович Гончарук — советский хозяйственный и государственный деятель, лауреат Государственной премии СССР за выдающиеся достижения в труде.

## Биография
Родился в 1933 году. Член КПСС.
В 1952—1990 гг. — токарь, с 1972 года одновременно секретарь партийного бюро Киевского станкостроительного производственного объединения имени Максима Горького
За большой личный вклад в повышение качества и надёжности выпускаемого технологического оборудования был в составе коллектива удостоен Государственной премии СССР за выдающиеся достижения в труде 1986 года.
Делегат XIX конференции КПСС.
Жил в Киеве.

## Награды
- Орден Октябрьской Революции